# Douglas Lowe
Pour les articles homonymes, voir Lowe.
Douglas Lowe (né le 7 août 1902 et décédé le 30 mars 1981) est un ancien athlète britannique.

## Liens externes

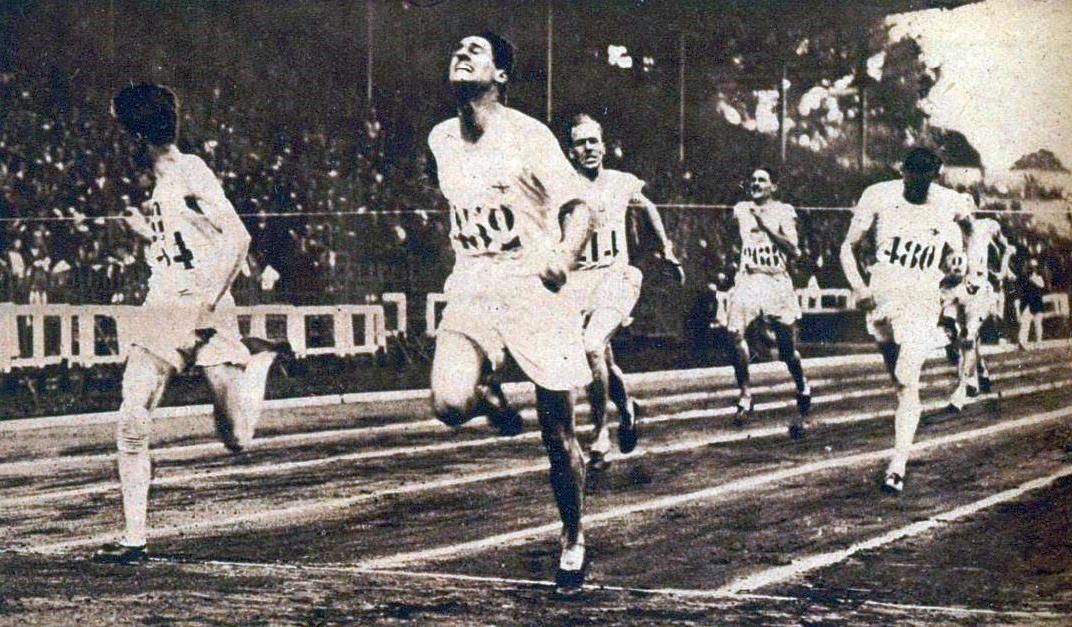
Arrivée du 800 mètres des JO 1924, Douglas Lowe devant Paul Martin et Schuyler Enck.

## Jeux olympiques
- Jeux olympiques d'été de 1924 à Paris  France:
  -  Médaille d'or sur 800m.
- Jeux olympiques d'été de 1928 à Amsterdam  Pays-Bas:
  -  Médaille d'or sur 800m.